# Leptoneta abeillei
Leptoneta abeillei är en spindelart som beskrevs av Simon 1882. Leptoneta abeillei ingår i släktet Leptoneta och familjen Leptonetidae. Inga underarter finns listade i Catalogue of Life.